# Villadia aureistella
Villadia aureistella är en fetbladsväxtart som beskrevs av Pino och Cieza. Villadia aureistella ingår i släktet Villadia och familjen fetbladsväxter. Inga underarter finns listade i Catalogue of Life.